# Ronde van Vlaanderen 1948
De 32ste editie van de Ronde van Vlaanderen werd verreden op 18 april 1948 over een afstand van 257 km van Gent naar Wetteren. De gemiddelde uursnelheid van de winnaar was 38,263 km/h. Van de 265 vertrekkers bereikten er 85 de aankomst.

## Hellingen
- Kwaremont
- Kruisberg
- Edelareberg

## Uitslag
| Rang | Renner                 | Land      | Ploeg                 | Tijd   |
| ---- | ---------------------- | --------- | --------------------- | ------ |
| 1    | Briek Schotte          | België    | Alcyon-Dunlop         | 6h43'  |
| 2    | Albert Ramon           | België    | Arliguie - Hutchinson | z.t.   |
| 3    | Marcel Rijckaert       | België    | Mercier-Hutchinson    | z.t.   |
| 4    | Raymond Impanis        | België    | Alcyon-Dunlop         | z.t.   |
| 5    | Gerard Buyl            | België    | Carrara-Dunlop        | op 15" |
| 6    | Cor Bakker             | Nederland | Vege                  | z.t.   |
| 7    | Maurice Dewannemaecker | België    | Rochet-Dunlop         | z.t.   |
| 8    | Camille Beeckman       | België    | Rochet-Dunlop         | op 30" |
| 9    | Arie Vooren            | Nederland | Vege                  | z.t.   |
| 10   | Rik Renders            | België    | Garin-Wolber          | z.t.   |

1913 · 
1914 · 
1915 · 
1916 · 
1917 · 
1918 · 
1919 · 
1920 · 
1921 · 
1922 · 
1923 · 
1924 · 
1925 · 
1926 · 
1927 · 
1928 · 
1929 · 
1930 · 
1931 · 
1932 · 
1933 · 
1934 · 
1935 · 
1936 · 
1937 · 
1938 · 
1939 · 
1940 · 
1941 · 
1942 · 
1943 · 
1944 · 
1945 · 
1946 · 
1947 · 
1948 · 
1949 · 
1950 · 
1951 · 
1952 · 
1953 · 
1954 · 
1955 · 
1956 · 
1957 · 
1958 · 
1959 · 
1960 · 
1961 · 
1962 · 
1963 · 
1964 · 
1965 · 
1966 · 
1967 · 
1968 · 
1969 · 
1970 · 
1971 · 
1972 · 
1973 · 
1974 · 
1975 · 
1976 · 
1977 · 
1978 · 
1979 · 
1980 · 
1981 · 
1982 · 
1983 · 
1984 · 
1985 · 
1986 · 
1987 · 
1988 · 
1989 · 
1990 · 
1991 · 
1992 · 
1993 · 
1994 · 
1995 · 
1996 · 
1997 · 
1998 · 
1999 · 
2000 · 
2001 · 
2002 · 
2003 · 
2004 · 
2005 · 
2006 · 
2007 · 
2008 · 
2009 · 
2010 · 
2011 · 
2012 · 
2013 · 
2014 · 
2015 · 
2016 · 
2017 · 
2018 · 
2019 · 
2020 · 
2021 · 
2022 · 
2023 · 
2024
Lijst van beklimmingen